# Breznik Žakanjski
Breznik Žakanjski – wieś w Chorwacji, w żupanii karlowackiej, w gminie Žakanje. W 2011 roku liczyła 13 mieszkańców.